# Nuevo Poblado
Nuevo Poblado är en ort i Mexiko.   Den ligger i kommunen Pueblo Nuevo Solistahuacán och delstaten Chiapas, i den sydöstra delen av landet, 700 km öster om huvudstaden Mexico City. Nuevo Poblado ligger 552 meter över havet och antalet invånare är 109.
Terrängen runt Nuevo Poblado är bergig västerut, men österut är den kuperad. Nuevo Poblado ligger nere i en dal. Runt Nuevo Poblado är det ganska tätbefolkat, med 104 invånare per kvadratkilometer. Närmaste större samhälle är Simojovel de Allende, 15,7 km sydost om Nuevo Poblado. Omgivningarna runt Nuevo Poblado är en mosaik av jordbruksmark och naturlig växtlighet.